# 绍洛伊·米克洛什
绍洛伊·米克洛什（匈牙利語：Szalay Miklós，1946年12月6日—），匈牙利男子足球运动员，司职中场。他曾代表匈牙利国家队参加1968年夏季奥林匹克运动会足球比赛，获得一枚金牌。